# Chiesa di Santa Maria Assunta (Bassano Romano)
La chiesa di Santa Maria Assunta è la parrocchiale di Bassano Romano, in provincia di Viterbo e diocesi di Civita Castellana; fa parte della vicaria Cassia.

## Storia
La primitiva chiesa di Santa Maria Assunta sorse tra il Tre e il Quattrocento; questo edificio, abbastanza povero di decorazioni, aveva le facciate esterne non intonacate e nel 1646 venne elevato ad arcipretale da papa Innocenzo X.
La prima pietra della nuova parrocchiale venne posta nel 1703 dal principe don Vincenzo Giustiniani, con la benedizione delle fondamenta impartita il 25 aprile di quell'anno da don Bartolomeo Mosconi; la struttura fu ultimata poi nel 1712.
La chiesa venne completamente restaurata tra il 1878 e il 1881 e poi ancora per interessamento dell'allora parroco don Mariano Liberati tra il 1941 e il 1942.
Nel 1964 prese inizio una nuova ristrutturazione della facciata, che poi terminò nel 1968 e in occasione della quale venne collocata una statua raffigurante la Beata Vergine Assunta.
Ulteriori interventi di restauro e di risistemazione vennero condotti tra il 1993 e il 1994, nel 1998 e nel 2014.

## Descrizione

### Esterno
La facciata della chiesa è suddivisa da una cornice marcapiano in due registri, entrambi suddivisi in cinque settori da sei lesene ioniche; quello inferiore presenta i tre portali d'ingresso sovrastati da cornici, mentre quello superiore è caratterizzato da una finestra, sopra la quale si trova un orologio, e coronato dai due campanili alle estremità e dalla statua avente come soggetto la Vergine Assunta al centro.

### Interno
L'interno dell'edificio si compone di un'unica navata, sulla quale si affacciano le cappelle laterali, e del transetto; al termine dell'aula si sviluppa il presbiterio, a sua volta chiuso dall'abside.
Qui sono conservate diverse opere di pregio, tra le quali il quadro con soggetto il Martirio di San Gratiliano, eseguito dalla scuola di Giovanni Francesco Barbieri, il coro ligneo, risalente al XIX secolo, la tela ritraente San Luigi Gonzaga, dipinta nel Seicento, la settecentesca pala della Mater dolorosa e la statua della Madonna col Bambino, intagliata nel XVIII secolo.